# アーサー・E・バートレット
アーサー・E・"アート"・バートレット（Arthur E. "Art" Bartlett、1933年11月26日 - 2009年12月31日）は、アメリカ合衆国の起業家であり、世界規模の不動産フランチャイズとなったセンチュリー21の創設者である。
1971年にビジネスパートナーと共に1つのオフィスで会社を設立し、1979年にトランス・ワールド・コーポレーションに8900万ドルで事業を売却した。バートレットの死去の時点で世界中に7700のオフィスを持つまでに拡大した。

## 生涯
バートレットはニューヨーク州グレンズフォールズで1933年に生まれ、1940年代に家族でカリフォルニア州ロングビーチに引っ越した。ロングビーチ・シティ・カレッジに入学したが、中退した。様々な職を経験した後、1960年代初頭にサンフェルナンド・バレーの住宅用不動産会社に入社した。その後、自分で不動産会社を経営するようになった。後にビジネスパートナーとなるマーシャル・フィッシャーとは、ダイナーで偶然出会った。
1971年にフィッシャーと共に、カリフォルニア州サンタアナでセンチュリー21を設立した。当初は1つのオフィスだけだった。この会社は、独立した不動産会社とフランチャイズ契約し、全国チェーンや地域チェーンとの競争力を高めるための広告、トレーニング、ブランドを組み合わせて提供した。1977年までに、センチュリー21は6,000人のブローカーを抱え、手数料やその他のライセンス料の2,300万ドルに達した。1979年には、トランス・ワールド・コーポレーションが現金と転換優先株で1株あたり28.50ドルで買収した。売却時の会社の評価額は8900万ドルに達した。2009年のバートレットの死去の時点で、同社は世界中に12万人のエージェントと7700のオフィスを持つまでに成長した。

## 私生活と死去
最初の結婚相手はコレット・キューピス(Collette Cupiss)だった。2002年にコレットが亡くなった後にナンシー・サンダース(Nancy Sanders)と結婚した。
2009年、アルツハイマー病の合併症により、カリフォルニア州コロナドの自宅で76歳で死去した。